# Miracolo a Ferrara
Miracolo a Ferrara è un documentario del 1955 diretto da Alessandro Blasetti. La voce di Giorgio Albertazzi racconta la nascita delle materie plastiche negli stabilimenti ferraresi della Montecatini

## Trama
Nella Zona Industriale di Ferrara si realizza la produzione di materie nuove e diverse a partire dall'acqua del Po, dal fuoco alimentato dal petrolio grezzo e dal metano-aria, che un gigantesco aspiratore preleva dal cielo. Sono elementi che, grazie alla chimica moderna, permettono il "miracolo" della realizzazione del polipropilene, materia scoperta e sviluppata dal futuro Premio Nobel per la chimica Giulio Natta proprio nello stabilimento di Ferrara, «dove duemila uomini si avvicendano giorno e notte».

## Produzione
Commissionato dalla Montecatini, il documentario venne affidato alla realizzazione del celebre regista Blasetti, che girò in Ferraniacolor un cortometraggio di 255 metri.